# José Ribeiro do Espírito Santo Silva
José Ribeiro do Espírito Santo Silva (José ESS) (Lisboa, 13 de novembro de 1891 — Paris, 13 de junho de 1968) foi um gestor e administrador bancário português.

## Biografia
Filho rapaz mais velho de José Maria do Espírito Santo Silva, foi o sucessor direto do pai na casa bancária estabelecida por este no ano de 1911, sob a denominação de J. M. Espírito Santo Silva & Cia., participada igualmente pelo cunhado Custódio Moniz Galvão (médico, casado com a meia-irmã Maria Justina) e outros cinco sócios minoritários, amigos e conhecidos da família.
José ESS entrara na casa aos 17 anos, após estudar por um período no internato masculino Merchiston Castle School, em Edimburgo, na Escócia.
Coube a José ESS a liderança do processo de transformação da casa bancária familiar em banco comercial, no ano de 1920, dando assim início ao Banco Espírito Santo.
A transformação terá decorrido na sequência de um conflito entre os velhos sócios minoritários do tempo do pai às pretensões expansionistas de José.  
Em 1919, indisponíveis para aceitar as condições requeridas aos investidores - nomeadamente no planeamento da abertura de um balcão no Porto -, acabaram por deixar o domínio do capital a José, que o passou a repartir com o irmão, Ricardo do Espírito Santo Silva (Ricardo ESS). 
Sob a direçao executiva de José (1920-1932), depois sucedido por Ricardo ESS, o banco foi pioneiro em Portugal na abertura de uma rede de balcões, inspirada na realidade bancária britânica, em particular no Midland Bank. 
Dessa forma o pequeno novo banco poderia, com mais facilidade, captar novos depósitos, e ganhar solidez financeira.
Paralelamente, foi também José ESS que trouxe a área seguradora para o Grupo, uma relação que iniciou em 1918, quando a J. M. Espírito Santo Silva & Cia. passou a ser agente da companhia portuense Tranquilidade para a região Centro e Sul. Quando, em 1928, a companhia abre delegação em Lisboa, José ESS era já seu acionista maioritário. 
Anos depois, o Grupo Espírito Santo englobaria, no mesmo ramo, as companhias Previsão e Companhia Geral Resseguradora.
Depois de ter suspendido a sua atividade em 1932 (quando foi sucedido por Ricardo), regressou em 1937, mantendo-se como presidente do Conselho Geral do Banco - depois fundido com o Banco Comercial de Lisboa (1937). 
Consta que, até à sua morte, seria consultado  sobre as grandes questões do grupo, sendo igualmente visto como o melhor técnico financeiro da família. 
Na viragem dos anos 1950 para os anos 1960 - quando a liderança passara de Ricardo ESS (entretatanto falecido (1955), para Manuel Ribeiro do Espírito Santo Silva) - o BESCL deteria já a maior rede de balcões do país.
Desde os anos 1930 José ESS passou a viver entre Portugal e França.
Quando faceleceu, em Paris, em 1968, o terço disponível da sua herança seria atribuído a todos os empregados do banco e da Tranquilidade, tendo o banqueiro privilegiando, sobretudo, os que haviam servido a casa nos anos mais difíceis da Primeira Grande Guerra e da década de 1920.

## Família, casamento e desendência
José ESS foi casado com Maria José Borges Coutinho e com Vera Cohen, esta última filha de um conhecido financeiro de Gibraltar, além de irmã de Maria Cohen, mulher de Ricardo ESS.